# Santo Stefano di Briga
Santo Stefano di Briga (Santu Stefanu i Briga in dialetto messinese, localmente Santu Stefanu Supranu) è un villaggio di Messina, compreso nella I Circoscrizione e posto a circa 13 km a Sud dal centro cittadino, nella vallata attraversata dal torrente Santo Stefano. Fino al 1928 ha costituito un comune autonomo.

## Origini del nome
Il suo nome deriva dal culto verso Santo Stefano (primo martire) che i frati basiliani portarono nel posto. Originariamente veniva chiamato Santo Stefano Suprano a dimostrazione che è situato sopra gli altri villaggi della valle, nel 1700 venne sostituito il Suprano con Briga ma non si conosce ancora bene il motivo. Gli abitanti vengono però chiamati ancora oggi Sopranoti.
Conosciuto dai locali con la denominazione di Soprano (dal latino supranus = più alto, superiore, situato al di sopra di ) per la sua collocazione geografica sovrastante le due limitrofe frazioni di Santo Stefano Medio e Santa Margherita.

## Storia
Sorto presumibilmente in periodo arabo/normanno nel IX secolo, si sviluppò attorno ad una "grangia" bizantina, che aveva nella chiesa di contrada Arancirella (nome riferito a piccola grangia) il suo punto di riferimento. La coltivazione del gelso, nell'allevamento del baco da seta e la coltivazione della vite, colture prevalenti in quel territorio, fece di S. Stefano e dei Sopranoti un centro agricolo importante.
Ai tempi del Regno di Sicilia il territorio fece parte della Camera Reginale, attribuita come appannaggio dotale alle mogli dei regnanti.
Nel 1365 era baronia della famiglia de Naso, poi passò alla famiglia dei Cirino.
Quando l'ultima baronessa ereditiera del feudo Agata Amato Cirino ottenne il titolo di duchessa (1705) e andò in nozze a Biagio De Spucches il territorio venne amministrato per oltre un secolo dalla famiglia nobile taorminese dei De Spucches, così divenuti duchi di Santo Stefano. Seguirono così, uno appresso all'altro, i quattro duchi figli di Agata: Giovanni Battista De Spucches Amato (1753), Marco De Spucches Amato (1782), Antonio De Spucches Amato (1784) e infine Giuseppe De Spucches Amato (1802) cui succedette il figlio Antonino De Spucches Brancoli. Difatti i primi due non ebbero figli, il terzo ebbe Francesca Paola, una figlia femmina unigenita andata in sposa al catanese principe Raimondo San Martino Pardo.
Proprio il secondogenito di Raimondo San Martino, Antonino, andò in sposo a Vittoria figlia di Antonino De Spucches Brancoli, alla quale il padre - divenuto nel frattempo, per successione da un ramo familiare principale andato estinto, principe di Galati e duca di Caccamo - donò il feudo e l'annesso titolo ducale (1840). Attraverso questa politica delle parentele nobiliari, il ducato passò alla famiglia San Martino De Spucches proveniente dalla famiglia dei principi San Martino Pardo. Ad Antonino, marito della duchessa Vittoria, seguirono tre dei quattro figli: il duca Raimondo (1906, celibe), il duca Giuseppe Antonio (1908, celibe) e il duca Francesco San Martino De Spucches (1923): noto storico della Sicilia e padre di quattro figlie femmine, tra cui la primogenita donna Vittoria San Martino in Alliata fu molto nota in paese per le sue qualità umane assieme al di lei figlio Raimondo Alliata.
Estinta questa linea ereditaria, il ducato - oramai ridotto ad un titolo puramente nominale - tornò nel 1928 alla famiglia da cui si era dipartito per donazione, i De Spucches; nella persona di Antonino principe di Galati, figlio di Giuseppe e nipote di Antonino De Spucches Brancoli, l'originale donatario.
La peste del 1743 mieté numerose vittime, mentre il terremoto del 1908 non procurò danni particolari al villaggio. Ma in esso perì Raimondo San Martino De Spucches, parecchie volte (beneamato dalla popolazione) sindaco del comune istituito dopo l'abolizione del feudo voluta dalla Costituzione siciliana nel 1812.

## Monumenti e luoghi d'interesse

### Architetture religiose
- Chiesa di San Rocco: è una chiesetta del 1224. È ubicata nell'omonima contrada, nella parte alta del villaggio, in cima ad un colle sovrastante il torrente Santo Stefano. All'interno si conserva un quadro raffigurante la Madonna col Bambino e una stampa raffigurante San Rocco.
- Chiesa-Auditorium "S. Gaetano"
- Chiesa Basiliana di S.Stefano (Immacolatella) del 1144 o Monastero di Briculo
- Santuario Madonna della Vena
- Chiesa San Giuseppe
- Chiesa Santa Lucia
- Chiesa San Giovanni Battista
- Cappella Santa Maria della lettera

### Architetture civili

#### Il castello dei Gotho di Santo Stefano di Briga
Le notizie certe al riguardo sono quelle riferite da Govan Luca Barberi, nei suoi Capibrevi, affermando che il casale di Santo Stefano di Brica era stato concesso in feudo da Re Federico a magistro Roberto de Naso messanensi con Regio Privilegio dato a Polizzi nel 1359. Successivamente detto casale con privilegio di re Martino dato a Messina il 13 maggio XIII Indizione 1365, fu dato in feudo a Giovanni de Saccano messanensi, suisque imperpetuum heredibus eius de corpore legitime descendentibus iure Francorum, sub consueto militari servicio. Gli successe Pietro Saccano, suo figlio, che lo ebbe confermato con privilegio di Re Martino del 12 ottobre II Indizione 1393.
Nessun altro atto di investitura esiste sino all'anno 1463, anno in cui, da un privilegio dell'epoca di Re Giovanni, risulta che il nobile Nicolao de Gocto (Nicolo' Gotho) della città di Messina possessore delle terre e del fiume di Santo Stefano di Brica già possedute dai propri antenati, poiché annualmente, nella stagione estiva, usava ritirarsi e dimorare in quei luoghi assieme alla propria famiglia ed alle proprie genti per trascorrervi un certo numero di giorni, e poiché in quei luoghi era incombente il pericolo di incursioni turchesche da parte degli infedeli e dei corsari che con le loro navi bireme compivano continue scorrerie, venne autorizzato alla costruzione di una Torre su di una altura dal medesimo ritenuta più opportuna ed idonea al fine di potersi riparare in sicurezza assieme ai propri familiari alle proprie genti ed alle proprie cose. Nel privilegio si prescrive che a tal fine la Torre e gli altri fortilizi necessari dovevano essere opportunamente eretti, ornati, decorati e fortificati, munendola e armandola con pietre ed ogni altro genere di mezzi difensivi necessari. Il privilegio che descrive in maniera piuttosto precisa la vicenda costruttiva del predetto castrum, dato in Messina dal Viceré Bernat de Requesens, porta la data del 13 dicembre XIII indizione 1463.
Nel privilegio con cui veniva autorizzata la costruzione del castello dei Gotho che inizialmente era costituito da una grande Torre a pianta quadra denominato nella nomenclatura delle costruzioni militari, dongione, e che nei tempi successivi subì modifiche e ingrandimenti, la zona in cui fu eretto è identificata come Santo Stefano di Brica, segno evidente che all'epoca e sino alla fine del XVII secolo, non vi era una demarcazione territoriale tra Santo Stefano di Brica e quello mediano, essendo il casale indicato genericamente “di Brica” mentre gli altri toponimi “di Juso” ovvero “Santa Margherita” erano utilizzati per precisare le contrade in cui ricadevano i vari “lochi” posseduti sino alla fine del Seicento dai Gotho, come risulta da tutta una serie di atti concernenti disposizioni testamentarie o la soggiogazione con censi bullali di beni rustici ricadenti in Santo Stefano di Brica, per il pagamento delle doti monacali delle fanciulle di questa famiglia che abbracciavano la vita religiosa.
Nicolò Gotho, cui si deve l'erezione del castello, figlio primogenito di Leonardo barone della Floresta, oltre alle terre di Santo Stefano di Brica e la baronia della Floresta, della quale prese investitura nel 1464, possedeva altresì altre Terre nella piana di Milazzo del quale territorio, di Castro Reale, in quegli anni era designato Capitano, e dove per ragioni agricole aveva fatto scavare un famoso pozzo, (sembrerebbe ancora esistente nella piazza di San Vito), nel casale dal quale in suo ricordo prese inizialmente nome la cittadina di Puteus de Gotho, chiamata successivamente nel 1639, in suo ricordo, Pozzo di Gotto. Fu senatore di Messina negli anni 1478-1480, ed aveva sposato Eleonora Balsamo, messinese.

### Altro
- Monumento ai Caduti.
- La Rocca San Giuseppe
- Il castello S.Stefano di Briga
- la Rocca San rocco
- Acqua vena

## Società

### Tradizioni e folclore
- Il presepe vivente nel borgo antico di S. Rocco.
- le barrette della vallata
- la notte della cultura
- la Sagra della Schiacciata
- Notte dei Sapori
- Sapori d'autunno
- Notte celeste
- concerto banda musicale natale
- canti dei bambini sotto albero a natale

## Cultura

### Eventi
- Festa di San Giovanni Battista (domenica successiva al 24 giugno);
- Festa della Madonna della Vena (8 settembre);
- Sapori d'autunno nei primi novembre.
- Festa di San Giuseppe.

(19 marzo)

## Infrastrutture e trasporti
Il villaggio di Santo Stefano Briga può essere raggiunto attraverso la strada provinciale 36 di Santo Stefano che, partendo dalla strada statale 114 Orientale Sicula, giunge in paese attraversando Santa Margherita e Santo Stefano Medio.
Una linea di autobus, gestita da ATM, collega Santo Stefano Briga ai villaggi a fondovalle e al centro di Messina.